# 山内廣隆
山内 廣隆（やまうち ひろたか、1949年 - ）は、日本の倫理学者。広島大学名誉教授。

## 経歴
出生から修学期
1949年、鹿児島県鹿児島市で生まれた。鹿児島県立鹿児島中央高等学校を卒業し、鹿児島大学法文学部哲学専攻に進学。1975年に卒業し、広島大学大学院文学研究科西洋哲学専攻に進んだ。1982年、博士課程後期を単位修得退学。
倫理学研究者として
卒業後は比治山女子高等学校教諭となり、1991年より比治山女子短期大学助教授。1994年に比治山大学助教授に昇進。1996年、広島大学文学部助教授となり、2001年より同文学研究科助教授、2004年に教授昇進。2003年、学位論文『ヘーゲル：哲学体系への胎動』を広島大学に提出して文学博士の学位を取得。2014年に広島大学を退任し、名誉教授となった。退任後は特任教授として教鞭を執っている。

## 著作

### 著書
- 『環境の倫理学』丸善(現代社会の倫理を考える) 2003
- 『ヘーゲル哲学体系への胎動：フィヒテからヘーゲルへ』ナカニシヤ出版 2003
- 『ヘーゲルから考える：私たちの居場所』晃洋書房 2014
- 『昭和天皇をポツダム宣言受諾に導いた哲学者 西晋一郎』ナカニシヤ出版 2017
- 『過剰な理想：国民を戦争に駆り立てるもの』晃洋書房 2019
- 『田邊元の政治哲学：戦中・戦後の思索を辿る』昭和堂 2021

### 共編著
- 『人間論の21世紀的課題：応用倫理学の試練』石崎嘉彦共著、ナカニシヤ出版 1997
- 『知の21世紀的課題：倫理的な視点からの知の組み換え』石崎嘉彦, 石田三千雄共編、ナカニシヤ出版 2001
- 『環境倫理の新展開』手代木陽・岡本裕一朗・上岡克巳・長島隆・木村博共著、ナカニシヤ出版(シリーズ〈人間論の21世紀的課題〉) 2007

### 訳書
- 『ヘーゲルのフィヒテ批判と一八〇四年の『知識学』』ルートヴィヒ・ジープ（英語版）著、ナカニシヤ出版 2001
- 『ドイツ応用倫理学の現在』L・ジープ, K・バイエルツ, M・クヴァンテ共著、松井富美男共編・監訳、ナカニシヤ出版 2002
- 『自然との和解への道』クラウス・マイヤー＝アービッヒ（ドイツ語版）著、みすず書房(エコロジーの思想) 2005-2006
- 『ジープ応用倫理学』広島大学応用倫理学プロジェクト研究センター訳、訳者代表、丸善出版事業部 2007
- 『ジープの承認論』ルートヴィヒ・ジープ著、こぶし書房 2019